# Acanthochondria triangularis
Acanthochondria triangularis – gatunek widłonoga z rodziny Chondracanthidae. Opisał go w 2003 roku zespół brazylijskich biologów w składzie: Dimitri Ramos Alves, José Luis Luque i Aline Rodrigues Paraguassú. Widłonogi te są pasożytami ryb Urophycis brasiliensis i Urophycis mystacea. Okazy typowe pozyskano w 2001 roku z ryb złowionych w dwóch lokalizacjach w Brazylii: u wybrzeży stanu Rio de Janeiro (miejsce typowe) oraz u wybrzeży Florianópolis w stanie Santa Catarina.